# La Fita Grossa
La Fita Grossa és una muntanya de 301 metres que es troba entre els municipis de Sant Pere de Ribes i de Sitges, a la comarca del Garraf.